# Dragoș Tudorache
Ioan Dragoș Tudorache (n. 14 ianuarie 1975, Vaslui, Vaslui, România) este un fost judecător român, fost șef al Cancelariei premierului și apoi ministru de interne în Guvernul Cioloș în perioada 6 septembrie 2016 – 4 ianuarie 2017.

## Cariera profesională
Născut în Vaslui, Dragoș Tudorache a învățat la Liceul Teoretic „Mihail Kogălniceanu” la secția de limbi moderne. După aceea, a absolvit Facultatea de Drept a Universității „Alexandru Ioan Cuza” din Iași. Astfel, a ajuns să ocupe un post de judecător la Tribunalul Județului Galați. 
De asemenea, de-a lungul a cinci ani a participat, sub egida Organizației Națiunilor Unite, în Kosovo, unde a și condus Departamentul Juridic și echipa judecătorilor internaționali. Ulterior, Dragoș Tudorache a lucrat timp de mai bine de zece ani în cadrul Comisiei Europene și s-a ocupat de negocierile pentru aderarea României la Spațiul Schengen și mai apoi de problema migrației.

## Cariera politică
La data de 17 septembrie 2016, Dragoș Tudorache a fost numit ministru al afacerilor interne, după ce anterior fusese șef de cancelarie în Guvernul Cioloș, guvern apolitic, tehnocrat. El a ocupat această funcție până pe 4 ianuarie 2017, când a fost învestit Guvernul Sorin Grindeanu, în urma alegerilor legislative. 
Imediat după înființarea Partidului Libertății, Unității și Solidarității (PLUS) pe 15 decembrie 2018, Tudorache s-a înscris în acest partid și a candidat în alegerile interne ale acestuia pentru alegeri europarlamentare din 2019.

## Legături externe
- UN VASLUIAN, FIU DE PREOT, ÎN GUVERNUL CIOLOS! - vremeanoua.ro

Interviuri
- Înalt funcționar european candidează pentru România: Nu mai pot să rabd! Știu că se poate și altfel! Proiectul 2020, Interviu de Ioana Ene Dogioiu, ziare.com -  12 februarie 2019